# Куцевич, Владимир Адамович
Владимир Адамович Куце́вич (8 марта 1917, Лутище — 6 января 2012, Киев) — советский и украинский архитектор, график, живописец, скульптор.

## Биография
Владимир Адамович Куцевич родился 8 марта 1917 года в селе Лутище. С 1945 года вступил в Союз архитекторов Украины. Воевал в Великой Отечественной войне.
В 1944 году окончил Харьковский институт инженеров коммунального строительства (ХИИКС) в составе ХУККХ. С 1944 по 1963 год работал архитектором в институте проектирования городов «Гипроград». В 1950-е годы в коллективе архитектора И. Каракиса совместно с инженером Г. Тер-Арутюнянцем проектировал галерейные дома, которые были реализованы в частности в Днепропетровске. После создания КиевЗНИИЭП перешёл в него, где работал до 1970 года.
Помимо архитектуры Владимир Адамович занимался рисованием, живописью, создавал скульптуры из глины, дерева, глины, гипса. В частности, в 1980-е годы на Русановских садах ездил на участок архитектора И. Каракиса и выполнил из гипса его бюст.
Скончался 6 января 2012 года в Киеве.

## Проекты
- Дом Советов в Хмельницком;
- Комплекс зданий и сооружений центрального входа Выставки достижений народного хозяйства Украины в Киеве;
- Жилые дома в Днепропетровске;
- Генеральный план Запорожья (1944—1950; участие);
- Генеральный план Сталино (1944—1950; участие);
- Генеральный план Тернополя (1944—1950; участие);
- Генеральный план Мариуполя (1944—1950; участие);
- Генеральный план Херсона (1944—1950; участие);
- Генеральный план пгт Великий Березный (1948—1949; участие);
- Генеральный план Воловеца (1948—1949; участие);
- Генеральный план Рахова (1948—1949; участие);
- Генеральный план Хуста (1948—1949; участие);
- Здание инженерной лаборатории и комплекса геофизики в Киеве (1964—1967);
- Детский сад в селе Майское в Крыму (1968);
- Детский сад в Ташкенте (1969);
- Похоронные дома в Донецке, Житомире, Черновцах, Ровно, Виннице и Днепропетровске (1972—1978);
- Ряд корпусов газоснабжения в Ялте (1984—1990);
- Ряд кирпусов «Полтаватеплоэнерго» (1989—1993);
- Научно исследовательский институт свёклы в Киеве (1990—1992);
- Церковь в селе Морозовка (1996-97);
- Станция газоснабжения и корпуса бытовых помещений в Кривом Роге (1995—1996);
- Реконструкция центра села Лутище (1999—2005).

## Участие в выставках
- Участник всеукраинской выставки в 1950 году;
- Участник персональной выставки в Киеве в 2000 году.

## Семья
- Дочь — Валентина Владимировна Куцевич (род. 7 февраля 1942, Шубар-Кудук) — художник-живописец, окончила КГХИ (1965) и аспирантуру Академии художеств СССР (1973). Получила серебряную медаль «Российской Академии художеств» (2005)[2].

- Внучка — Яна Борисовна Быстрова (род. 31 марта 1966, Киев) — художник
- Внук — Богдан Вадимович Куцевич (род. 26 апреля 1977, Киев) — архитектор

- Сын — Вадим Владимирович Куцевич (род. 22 августа 1944, Харьков) — архитектор, доктор архитектуры, профессор, руководитель научно-исследовательского архитектурного центра ПАО «КиевЗНИИЭП», академик УАА.